# Тетродотоксин
Тетродотоксин — сильна небілкова отрута природного походження нейропаралітичної дії. Велика кількість тетродотоксину міститься в рибах із ряду Скелезубоподібних (Tetraodontiformes), внаслідок гастрономічного інтересу найвідоміша з них риба фуґу (отрута є в печінці, молоках та ікрі); крім того, отрута міститься в ікрі каліфорнійського тритона (Taricha torosa), у низки бичкових риб (Gobidae), у шкірі та яйцях костариканських жаб роду ателоп, у тканинах краба Atergatis floridus та інших тварин. Тетродотоксин можуть синтезувати багато бактерій; вважають, що деякі або всі тварини отримують його від бактерій-симбіонтів, які мешкають у кишці.

## Властивості
Безбарвні кристали.
Розчинність (г/100 г або характеристика):
- вода: погано розчинний;
- діетиловий ефір: розчинний;
- етанол: розчинний.

Показник дисоціації: рКВ(1) = 8,7 (20 °C, вода)
Токсичність залежить від рН середовища: в лужному середовищі втрачає токсичні властивості.
З жаби Atelopus chiriquiensis виділено також менш токсичний аналог тетродотоксину — чирикитотоксин.

## Історія
Перший зареєстрований випадок отруєння тетродотоксином описано в бортовому журналі капітана Джеймса Кука від 7 вересня 1774 року і опубліковано в його «Подорожі до Південного полюса і навколо світу» (том II, книга III, глава VIII) 1777 року. В цей день Кук записав, що він і два його супутники, батько й син Форстери, перебуваючи в Новій Каледонії, спробували на вечерю печінку та ікру (англ. row) місцевої тропічної риби (роду Tetraodon) і дали нутрощі риби свині. До третьої години ранку вони відчували сильне оніміння і слабкості, полегшення настало лише після прийняття ліків, у тому числі блювотного засобу. А свиню знайдено мертвою. Очевидно, що Кук та його супутники отримали помірну дозу токсину, а свиня, яка з'їла залишки риби, що містять основну частину токсину, отруїлася смертельно.
Тетродотоксин відкрив 1906 року японський учений Тахара. 1949 року вдалося отримати тетродотоксин у кристалічному вигляді. Тривимірну структуру отрути встановили незалежно один від одного кілька вчених у 1963—1964 роках — Т. Гото зі співробітниками з Нагойського університету, Р. Вудворд із Гарвардського університету. Цікаво, що 1964 року з ікри та ембріонів каліфорнійського тритона виділено сильну отруту, названу тарихотоксином, яка надалі виявилася ідентичною тетродотоксину.

## Хімічний синтез
Здійснення повного хімічного синтезу тетродотоксину, після встановлення його будови в 1960-х роках, стало своєрідним викликом для хіміків-синтетиків через складність та незвичайність структури молекули цієї сполуки. Перший успішний синтез тетродотоксину, виконаний 1972 року групою вчених в Нагойському університеті, став, разом із повним синтезом вітаміну В12, найвизначнішим досягненням синтетичної органічної хімії в 1970-х роках. Перша успішна схема синтезу тетродотоксину включала 29 стадій і мала вихід кінцевого продукту на рівні 0,7 % у вигляді рацемату. 2003 року в тому ж університеті група вчених здійснила стереонаправлений синтез тетродотоксину, що налічував 67 стадій і дозволяв отримати кінцевий продукт із виходом на рівні 1,2 %. Того ж року хіміки Стенфордського університету також повідомили про успішний стереонаправлений синтез тетродотоксину (32 стадії з виходом кінцевого продукту 0,5 %). 2022 року хіміки з Нью-Йоркського університету змогли синтезувати тетродотоксин за 22 стадії з виходом 11 % .

## Механізм дії
Тетродотоксин являє собою сполуку амінопергідрохіназоліну з гуанідиновою групою. Гуанідинова група за розмірами та формою схожа на гідратовані йони натрію і має сильну тропність до натрієвих каналів нервових волокон. Завдяки відповідній формі молекули тетродотоксин закупорює натрієві канали, як корок, внаслідок чого нервові волокна втрачають здатність проводити імпульси.
Тетродотоксин легко всмоктується в кров і швидко проникає крізь різні біологічні бар'єри організму, накопичуючись переважно в тканинах нирок та серця.
Симптоми гострого отруєння:
За 10-45 хвилин з'являються свербіж губ, язика та інших частин тіла, відзначаються рясна слинотеча, нудота, блювання, пронос, біль у животі. Виникають посмикування м'язів, втрата чутливості шкіри, утруднюється ковтання, розвивається афонія. Смерть настає від паралічу дихальних м'язів.

## Використання в медицині
На початкових етапах досліджень отруту скелезубових застосовано в клініці як потужний знеболювальний засіб при лікуванні важких форм прокази (так званих нейрогенних форм) та неоперабельних форм пухлинних захворювань. Встановлено безпечні дози цієї речовини, за яких чіткіше проявляється її лікувальний ефект і практично нанівець зводиться токсична дія.
Нині в медицині тетродотоксин практично не використовується через сильну отруйність (безпечнішими для життя й здоров'я блокаторами натрієвих каналів є новокаїн та інші місцеві анестетики). Кілька сучасних клінічних випробувань тетродотоксину як знеболювального для ракових хворих дали неоднозначні результати.
Вчені-біологи широко застосовують тетродотоксин для дослідження мембран.

## У культурі

### У літературі
- В оповіданні Бенаквісти Тоніно «Піца з площі Італії» тетродотоксином отруюють доставників піци.
- У книзі Коллін Мак-Калоу «Блудний син» отруєно 3 особи.

### У кіно
- У серіалі «Квест»[ru] уведенням в організм цієї отрути отруєно 7 людей.
- У телесеріалі «Секретні матеріали» (серія «Свіжі кості») тетродотоксин, виділений з жаб роду ателоп, виявляють у крові рядового Мак Альпіна.
- У 24 серії телесеріалу «Метод Лаврової[ru]» тетродотоксином отрєно близько 50 осіб.
- У фільмі «Законослухняний громадянин» Клайд Олександр Шелтон отруїв тетродотоксином Клеренса Дарбі.
- У фільмі «Змій і веселка» активною діючою речовиною «порошку для виробництва зомбі» є тетродотоксин.
- У серіалі «Чак».
- У фіналі фільму «Зображуючи жертву» головний герой отруїв родичів і свою дівчину неправильно приготовленою рибою фугу.
- У фільмі «Команда-А» агент ЦРУ Лінч влаштовує втечу з в'язниці для Джона «Ганнібала» Сміта за допомогою кубинської сигари, начиненої тетродоксином.
- У фільмі «Суші гьол» героїня за допомогою неправильно приготовленої риби фугу паралізує свого давнього ворога.
- У фільмі «Перший месник: Друга війна» речовину «Тетродотоксин б» використано для уповільнення серцебиття Ніка Ф'юрі з метою інсценування його смерті на операційному столі.
- У 71 серії «Слідство вели...» лікар використовує тетродотоксин для скоєння грабежів і вбивств.
- У серіалі «Кістки» (4 сезон, 21 серія) отруєно Генка Рейлі, завідувача відділу єгиптології.
- У другій серії аніме «Black Butler: Book Of Murders OVA» згадується при розкритті злочину.
- У другій частині фільму Квентіна Тарантіно «Убити Білла» згадується, що член команди «Смертоносні гадюки» — Каліфорнійська гірська змія (Еллі Драйвер) — убила свого майстра Пей Мея, нагодувавши його м'ясом отруйної риби фугу, в тканинах якої виявлено тетродотоксин.
- У 100-й серії серіалу «Кухня» шеф-кухар Віктор Баринов і кухар Лавров на спір готували рибу фугу.
- У 42-й серії американського телесеріалу «Коломбо» сюжет побудовано навколо отруєння вбивцею жертви рибою фугу.
- У серіалі «Грімм» згадано, що за допомогою тетродотоксину можна організувати уявну смерть.
- У фільмі «Привид у броні» Миру наказали вбити за допомогою цієї отрути і взятися за розроблення нового проєкту.
- У серіалі «Вижити Після» (2-й сезон, 1 серія) одного з головних героїв (Валеру) отруєно тетродоксином за допомогою стріли з арбалета.
- У фільмі «Убивство в стилі Гойї[en]» маніяк паралізував жертв.